# Муриель, Катриель
Катриель (Мухаммад) Пеуэн Муриель (исп. Catriel Pehuén Muriel; 10 января 1993, Буэнос-Айрес, Аргентина) — аргентинский борец вольного стиля, призёр Панамериканских чемпионатов и Панамериканских игр.

## Биография
Родился в Буэнос-Айресе. Когда он был маленький, его родители развелись и перебрались в Испанию. Отец жил на Канарских островах, а мама с ним и с братом обосновались в городе Луго. Там Катриель вырос и начал занимался вольной борьбой. Планировал выступать за сборную Испанию, но там не сложились отношения с тренерами, в Аргентине после того, как выиграл чемпионат, его сразу взяли в национальную команду. В 2018 году на сборах в Махачкале, познакомился с будущей супругой выпускницей филологического факультета ДГУ Патимат Хидирбековой, которая родом из Сергокалы. Принял ислам, взял имя Мухаммад, женился, есть сын по имени Дамиан-Халид.

## Спортивная карьера
В октябре 2018 года на чемпионате мира в Будапеште занял 8 место. В мае 2022 года в  мексиканском Акапулько занял 3 место на Панамериканском чемпионате. 2 ноября 2023 года завоевал бронзовую медаль на Панамериканских играх в Сантьяго.

## Достижения
- Чемпионат Южной Америки по борьбе 2015 — ;
- Чемпионат Южной Америки по борьбе 2016 — ;
- Чемпионат Южной Америки по борьбе 2017 — ;
- Панамериканский чемпионат по борьбе 2018 — ;
- Южноамериканские игры 2018 — ;
- Панамериканский чемпионат по борьбе 2021 — ;
- Панамериканский чемпионат по борьбе 2022 — ;
- Панамериканские игры по борьбе 2023 — .